# Marion Roper
Marion Roper (Estados Unidos, 15 de septiembre de 1910-10 de febrero de 1991) fue una clavadista o saltadora de trampolín estadounidense especializada en plataforma de 10 metros, donde consiguió ser medallista de bronce olímpica en 1932.

## Carrera deportiva
En los Juegos Olímpicos de 1932 celebrados en Los Ángeles (Estados Unidos) ganó la medalla de bronce en los saltos desde la plataforma de 10 metros, con una puntuación de 35.2 puntos, tras sus paisanas estadounidenses Dorothy Poynton-Hill (oro con 40 puntos) y Georgia Coleman (plata con 35.5 puntos).